# Witold Śmidowski
Witold Stanisław Śmidowski (ur. 20 lipca 1964 w Mielcu) – polski politolog, orientalista specjalizujący się w krajach Azji Środkowej, dyplomata. Ambasador RP w Iranie (2002–2008) i Arabii Saudyjskiej (2011–2017).

## Życiorys
Studiował prawo na Uniwersytecie Marii Curie-Skłodowskiej w Lublinie. Tytuł magistra politologii uzyskał w 1990 na Wydziale Orientalistyki Moskiewskiego Państwowego Instytutu Stosunków Międzynarodowych. Odbył także kurs języka urdu w Instytucie Języków Współczesnych w Islamabadzie oraz studia podyplomowe w planowania strategicznego w Wielkiej Brytanii oraz wyższy kurs obrony w Akademii Obrony Narodowej (1998).
Pracował jako nauczyciel języka angielskiego w Kolegium Nauczycielskim oraz w szkole podstawowej w Tarnobrzegu (1991–1993). W latach 1993–1996 pełnił funkcję wiceprezesa przedsiębiorstwa wielobranżowego „Telwolt” w Sandomierzu. W 1996 przeszedł do Kancelarii Prezydenta RP, gdzie pracował jako główny rzeczoznawca. W 1997 został wicedyrektorem, a następnie dyrektorem Departamentu Obsługi Rady Bezpieczeństwa Narodowego w Biurze Bezpieczeństwa Narodowego. Po odbyciu praktyki w ambasadzie RP w Islamabadzie, w 2002 został powołany na ambasadora RP w Iranie (z jednoczesną akredytacją na Turkmenistan). W 2008 powrócił do centrali MSZ. W latach 2011–2017 był ambasadorem RP w Arabii Saudyjskiej (z akredytacją na Oman). Następnie przeszedł do sektora prywatnego.
Zna angielski, rosyjski i urdu. Posługuje się hindi, perskim i arabskim. Jest żonaty, ma syna.